# Karhuselkä (del av en sjö)
Karhuselkä är en del av en sjö i Finland. Den är en del av sjön Posionjärvi. Den ligger i Posio i landskapet Lappland, i den norra delen av landet, 700 km norr om huvudstaden Helsingfors. Karhuselkä ligger 232 meter över havet.